# Plochiliana peyrierasi
Plochiliana peyrierasi är en skalbaggsart som beskrevs av Ruter 1978. Plochiliana peyrierasi ingår i släktet Plochiliana och familjen Cetoniidae. Inga underarter finns listade i Catalogue of Life.